# هيلبرت (ويسكونسن)
هيلبرت (بالإنجليزية: Hilbert, Wisconsin)‏ هي قرية تقع في الولايات المتحدة في مقاطعة كالوميت (ويسكونسن). يقدر عدد سكانها بـ 1,132 نسمة ومساحتها 3.73 كم2 وترتفع عن سطح البحر 255 متر.

## التركيبة السكانية
قام مكتب تعداد الولايات المتحدة بتحديد بيانات التركيبة السكانية لهيلبرت في تعداد الولايات المتحدة. في ما يلي، التركيبة السكانية حسب تعدادي 2000 و2010.

### تعداد عام 2000
بلغ عدد سكان هيلبرت 1,089 نسمة بحسب تعداد عام 2000، وبلغ عدد الأسر 430 أسرة وعدد العائلات 288 عائلة مقيمة في القرية. في حين سجلت الكثافة السكانية 982.8 نسمة لكل ميل مربع (379.5/كم2). وبلغ عدد الوحدات السكنية 458 وحدة بمتوسط كثافة قدره 413.4 نسمة لكل ميل مربع (159.6/كم2).
وتوزع التركيب العرقي للقرية بنسبة 98.26% من البيض و 0.09% من الأمريكيين الأصليين و 0.73% من الأمريكيين ذوي الأصول الآسيوية و 0.18% من عرقين مختلطين أو أكثر.
بلغ عدد الأسر 430 أسرة كانت نسبة 33.3% منها لديها أطفال تحت سن الثامنة عشر تعيش معهم، وبلغت نسبة الأزواج القاطنين مع بعضهم البعض 54.4% من أصل المجموع الكلي للأسر، ونسبة 6.5% من الأسر كان لديها معيلات من الإناث دون وجود شريك، وكانت نسبة 33.0% من غير العائلات. تألفت نسبة 28.8% من أصل جميع الأسر من أفراد ونسبة 14.7% كانوا يعيش معهم شخص وحيد يبلغ من العمر 65 عاماً فما فوق. وبلغ متوسط حجم الأسرة المعيشية 3.14، أما متوسط حجم العائلات فبلغ 2.53.
بلغ العمر الوسطي للسكان 36 عاماً. وكانت نسبة 27.2% من القاطنين تحت سن الثامنة عشر، وكانت نسبة 8.8% بين الثامنة عشر والأربعة وعشرون عاماً، ونسبة 27.9% كانت واقعةً في الفئة العمرية ما بين الخامسة والعشرون حتى والأربعة وأربعون عاماً، ونسبة 22.8% كانت ما بين الخامسة والأربعون حتى الرابعة والستون، ونسبة 13.3% كانت ضمن فئة الخامسة والستون عاماً فما فوق. يوجد لكل 100 أنثى 98.7 ذكر، ويوجد لكل 100 أنثى في الثامنة عشر من عمرها فما فوق 94.8 ذكر.
بلغ متوسط دخل الأسرة في القرية 42,938 دولار، أما متوسط دخل العائلة فبلغ 51,591 دولار. وكان متوسط دخل الذكور 35,357 دولار مقابل 22,826 دولار للإناث. وسجل دخل الفرد الخاص بالقرية 18,872 دولار. وكانت نسبة 1.0% من العائلات ونسبة 3.7% من السكان تحت خط الفقر، وكان من هؤلاء نسبة 3.1% تحت سن الثامنة عشر ونسبة 10.1% في الخامسة والستين من العمر وما فوق.

## معرض صور

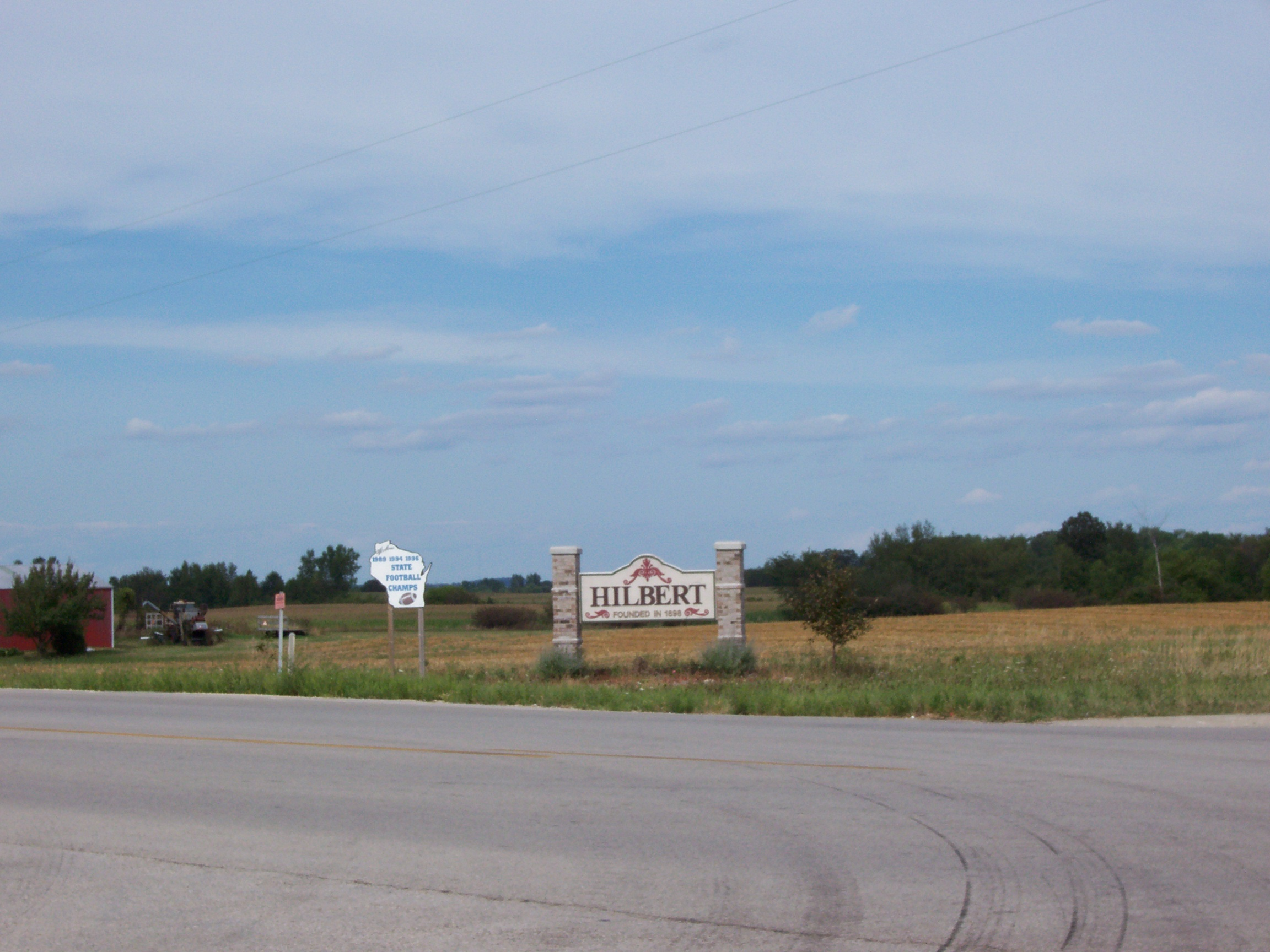
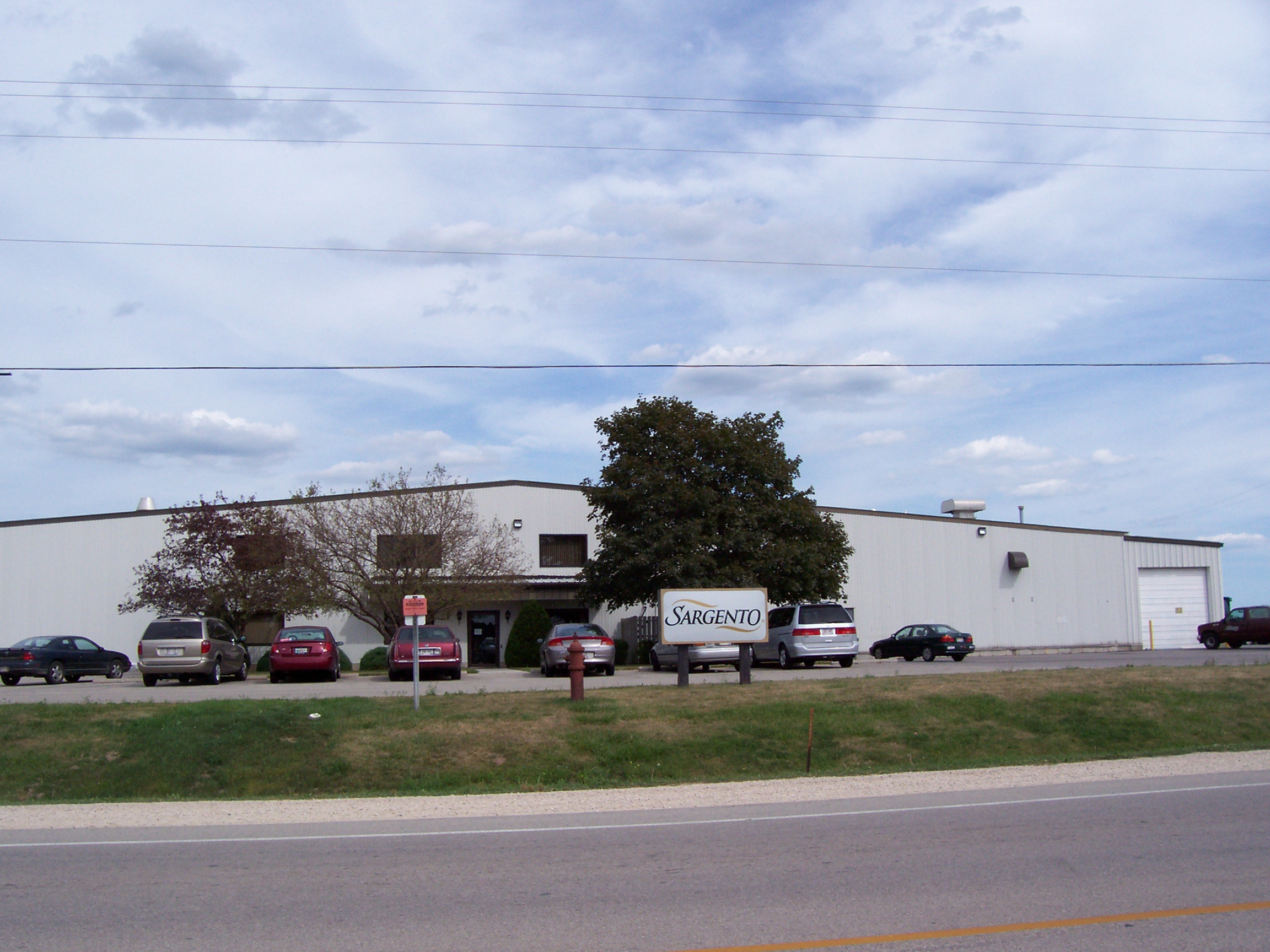
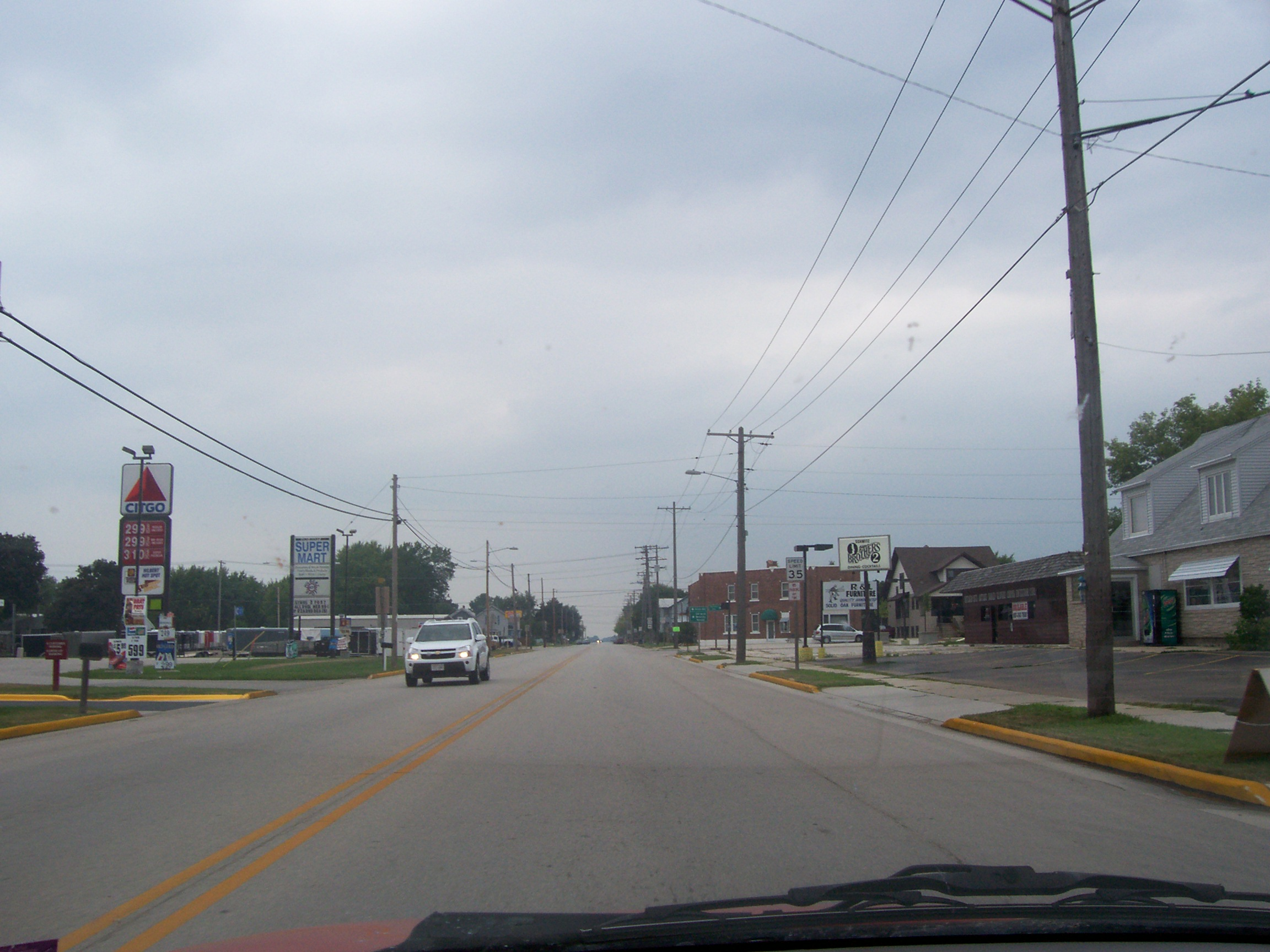
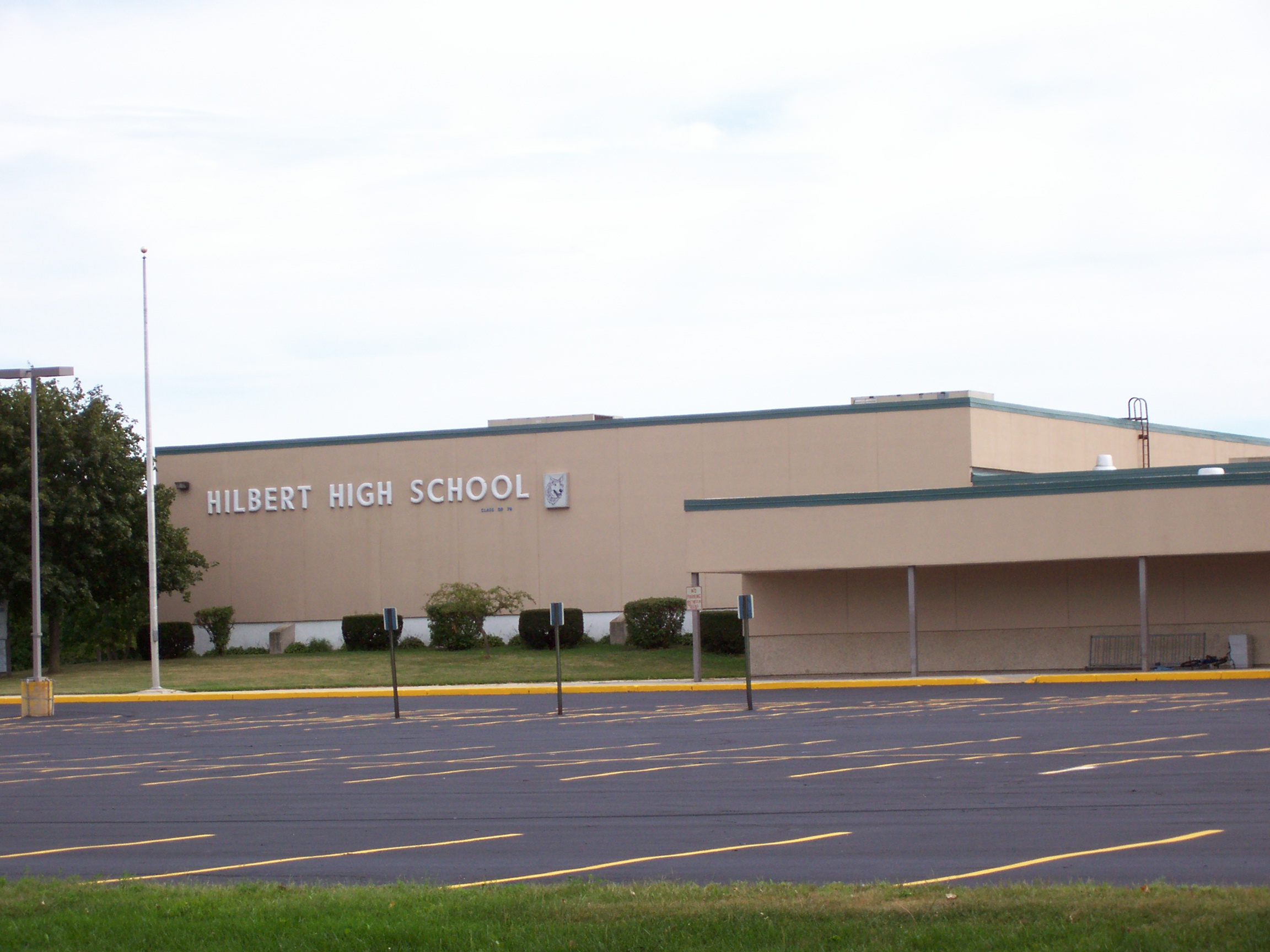

### تعداد عام 2010
بلغ عدد سكان هيلبرت 1,132 نسمة بحسب تعداد عام 2010، وبلغ عدد الأسر 462 أسرة وعدد العائلات 302 عائلة مقيمة في القرية. في حين سجلت الكثافة السكانية 786.1 نسمة لكل ميل مربع (303.5/كم2). وبلغ عدد الوحدات السكنية 482 وحدة بمتوسط كثافة قدره 334.7 لكل ميل مربع (129.2/كم2).
وتوزع التركيب العرقي للقرية بنسبة 93.8% من البيض و 1.3% من الأمريكيين الأصليين و 1.1% من عرقين مختلطين أو أكثر.
بلغ عدد الأسر 462 أسرة كانت نسبة 32.3% منها لديها أطفال تحت سن الثامنة عشر تعيش معهم، وبلغت نسبة الأزواج القاطنين مع بعضهم البعض 51.9% من أصل المجموع الكلي للأسر، ونسبة 6.9% من الأسر كان لديها معيلات من الإناث دون وجود شريك، بينما كانت نسبة 6.5% من الأسر لديها معيلون من الذكور دون وجود شريكة وكانت نسبة 34.6% من غير العائلات. وبلغ متوسط حجم الأسرة المعيشية 3.02، أما متوسط حجم العائلات فبلغ 2.45.
بلغ العمر الوسطي للسكان 38.3 عاماً. وكانت نسبة 24.7% من القاطنين تحت سن الثامنة عشر، وكانت نسبة 8.8% بين الثامنة عشر والأربعة وعشرون عاماً، ونسبة 26.4% كانت واقعةً في الفئة العمرية ما بين الخامسة والعشرون حتى والأربعة وأربعون عاماً، ونسبة 26% كانت ما بين الخامسة والأربعون حتى الرابعة والستون، ونسبة 14.1% كانت ضمن فئة الخامسة والستون عاماً فما فوق. وتوزع التركيب الجنسي للسكان بنسبة 51.1% ذكور و48.9% إناث.